# Znam cię na pamięć
Znam cię na pamięć – utwór z drugiego albumu Moniki Brodki pt. Moje piosenki. Odpowiedzialni za muzykę są Ania Dąbrowska i Szymon Folwarczny, zaś tekst napisała Ania Dąbrowska.

## Notowania
| Kraj   | Lista        | Pozycja |
| ------ | ------------ | ------- |
| Polska | Poland Top 5 | 1       |